# 埃爾吉耶斯山

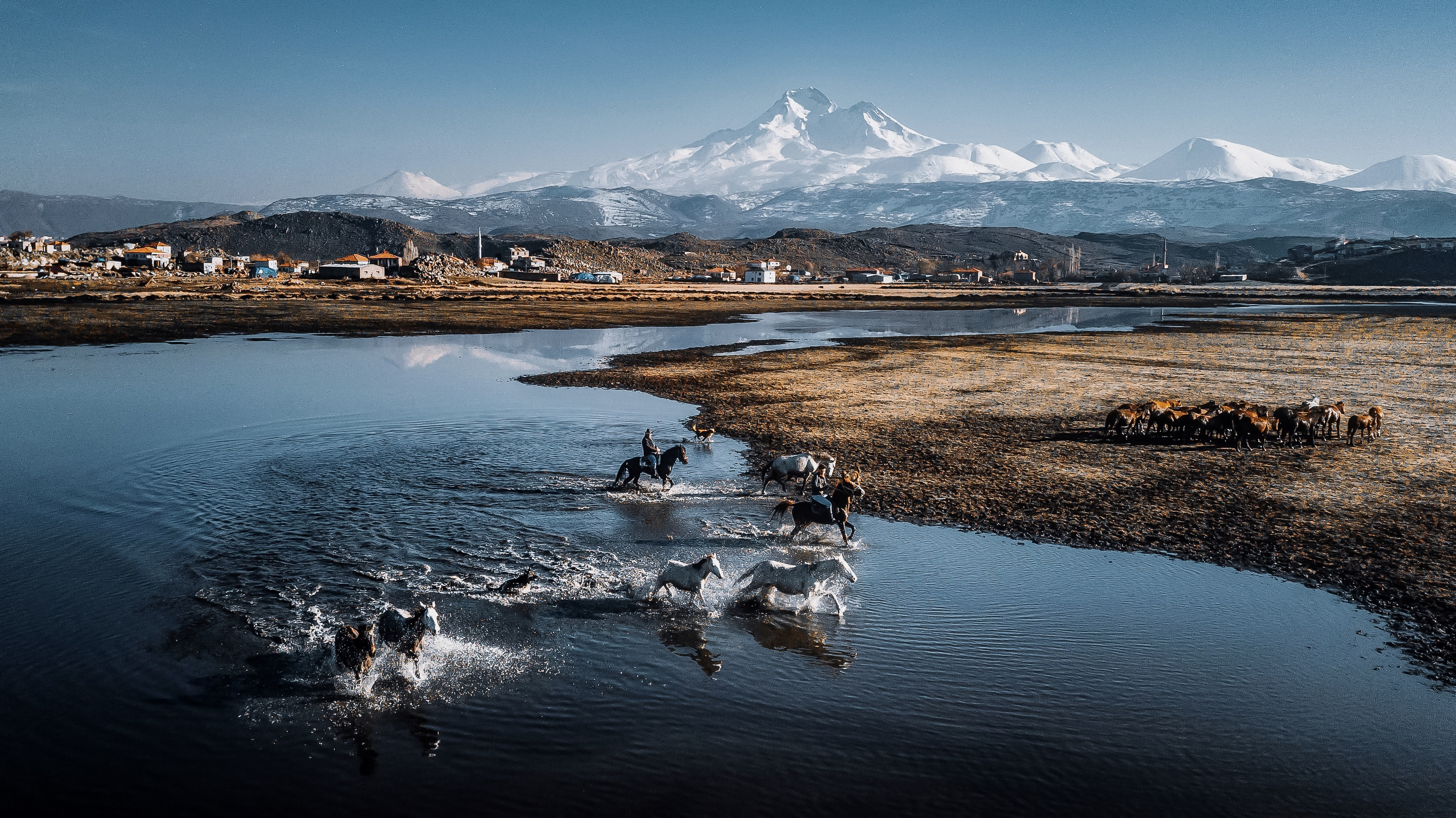

埃爾吉耶斯山是土耳其的火山，位於該國南部，距離開塞利25公里，海拔高度3,916米，最近一次火山噴發在公元前6880年左右發生，人類在1837年首次成功登頂。

## 外部連結
- Erciyes ski resort
- Republic of Turkey, Ministry of Culture - Kayseri - Mount Erciyes（页面存档备份，存于）